# Saint-Pancrace (Dordogne)
Saint-Pancrace, okzitanisch Sent Pancraci, ist eine französische Gemeinde mit 150 Einwohnern (Stand 1. Januar 2022) im Arrondissement Nontron im Norden des Départements Dordogne in der Region Nouvelle-Aquitaine. Sie gehört zum Kanton Brantôme en Périgord. Zuständiger Gemeindeverband ist die Communauté de communes Dronne et Belle.

## Etymologie
Saint-Pancrace ist nach dem Märtyrer Pankratius benannt.

## Geographie

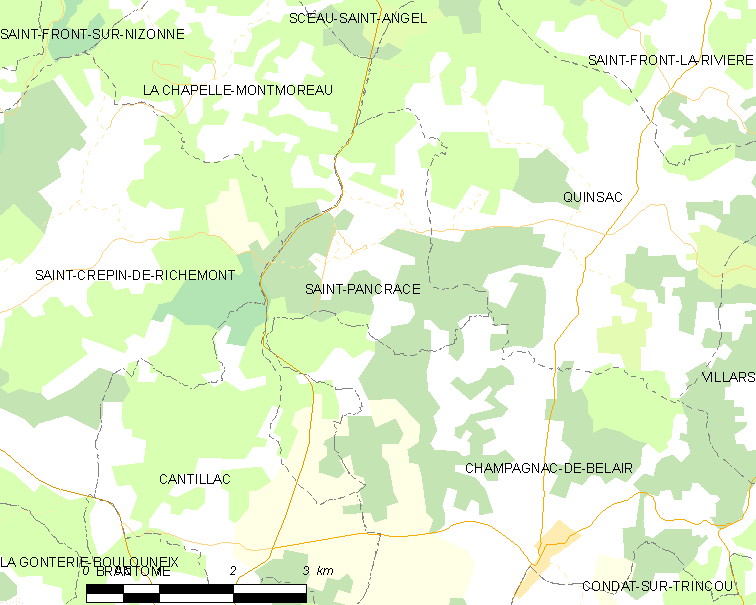
Lagekarte von Saint-Pancrace

Saint-Pancrace liegt sieben Kilometer nordnordöstlich von Brantôme und elf Kilometer südlich von Nontron entfernt (Luftlinie). Die Gemeinde ist Grenzgemeinde zum Regionalen Naturpark Périgord-Limousin und wird von folgenden Nachbargemeinden umgeben:
| La Chapelle-Montmoreau                           | Quinsac                                     | Quinsac              |
| Brantôme en Périgord (Saint-Crépin-de-Richemont) | Kompassrose, die auf Nachbargemeinden zeigt | Quinsac              |
| Cantillac                                        | Brantôme en Périgord (Cantillac)            | Champagnac-de-Belair |

Neben dem Ortskern besteht die Gemeinde Saint-Pancrace aus folgenden Weilern, Gehöften und einem Geländepunkt:
Bellevue, Bonnetière, Chabans, Charteau, Grand Lac, La Grange, La Plagne, La Tuillière, La Vigerie, Le Bouquet, Le Claud, Le Désir, Le Meynieux, Maison Neuve, Petit-Clos, Sainte Marie des Bois und  Vilotte.
Die topographisch tiefstgelegene Stelle mit 136 Metern über dem Meeresspiegel liegt bei Grand Lac im äußersten Süden. Der höchste Punkt mit 233 Metern befindet sich bei Maison Neuve (Gemeinde Cantillac) im Südwesten. Die absolute Höhendifferenz beträgt somit 97 Meter.
Eine Besonderheit stellt die exklavenartige Ausstülpung des Gemeindegebietes im Süden dar (um den Weiler Charteau), die nur über einen schmalen, nicht mehr als 50 Meter breiten Korridor mit dem Kerngebiet im Norden verbunden ist.

### Verkehrsanbindung
An der Westgrenze der Gemeinde Saint-Pancrace führt von Norden kommend die D 675 von Nontron nach Brantôme entlang. Sie weist im Gemeindegebiet insgesamt fünf Abzweigungen auf: am wichtigsten ist zweifellos die Querverbindung der D 98 von Saint-Crépin-de-Richemont nach Quinsac, die in den Ortskern von Saint-Pancrace hinunterleitet. Eine weitere Anbindung an die D 675 bei Bellevue wird vom Ortskern aus über eine Kommunalstraße gewährleistet. Ein dritter Abzweig von der D 675 besteht bei Maison Neuve; unter Umgehung des Ortskerns stellt diese Kommunalstraße eine Direktverbindung zur D 78 und weiter nach Quinsac her. An der Westgrenze der südlichen Exklave entlang zieht eine Kommunalstraße von der D 675 aus nach Cantillac im Süden. Der fünfte Abstecher im Süden ist lokaler Natur und leitet durch den Weiler Vilotte in Richtung Champagnac-de-Belair. Champagnac-de-Belair kann auch über eine nach Südost verlaufende Kommunalstraße direkt vom Ortskern aus erreicht werden.

### Bodenbedeckung

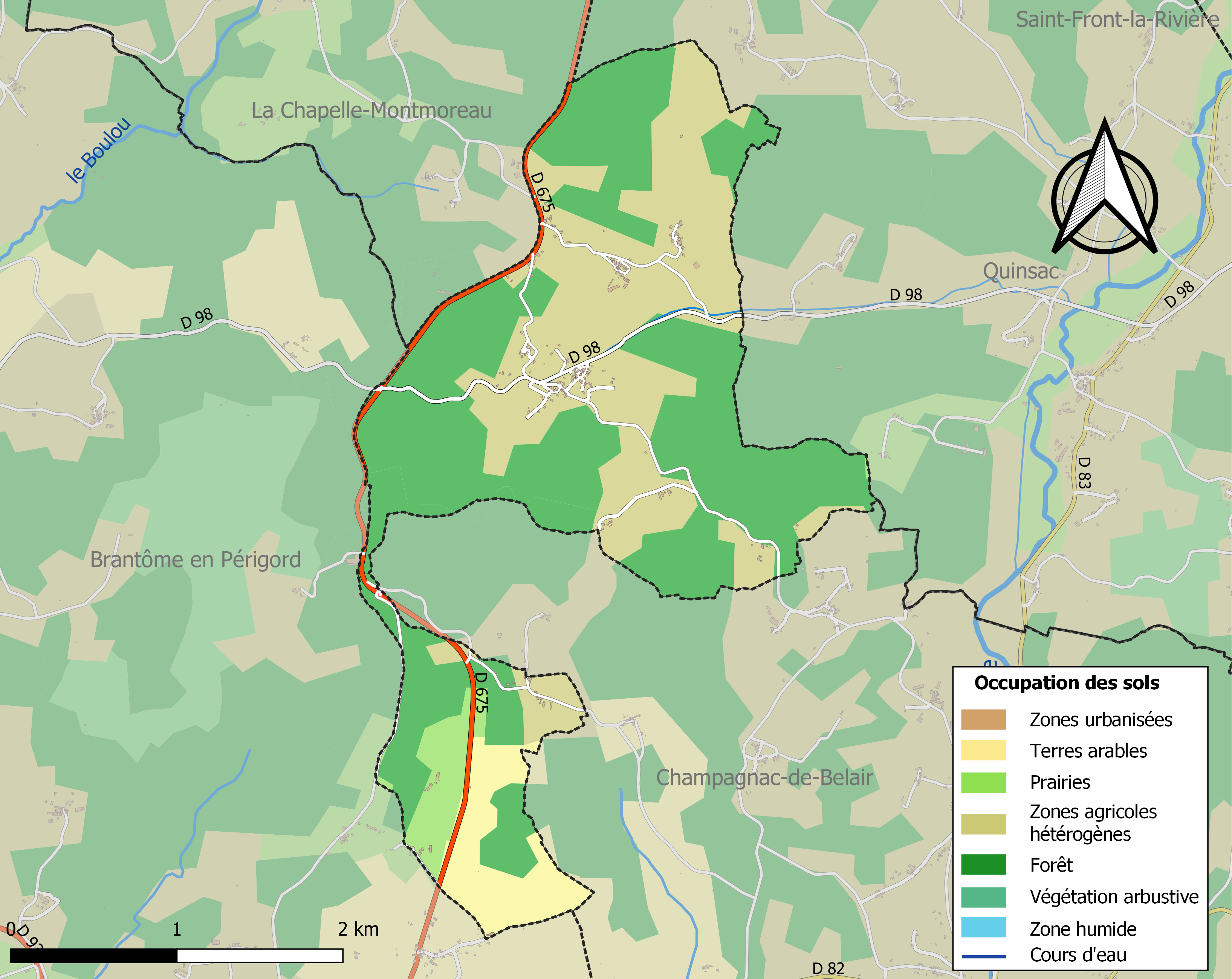
Bodenbedeckung in Saint-Pancrace

Die Bodenbedeckung der Gemeinde Saint-Pancrace schlüsselt sich im Jahr 2018 gemäß der europäischen Datenbank CORINE Land Cover (CLC) wie folgt auf:
- Wälder – 53,6 %
- heterogene landwirtschaftliche Nutzung – 35,4 %
- Ackerland – 7,1 %
- Wiesen – 3,9 %

Die forstwirtschaftliche Nutzung steht im Vordergrund. Der Anteil der Waldflächen hat sich seit 1990 von 54,2 % nur geringfügig auf 53,6 % im Jahr 2018
verringert.

## Klima
Saint-Pancrace besitzt ein abgeschwächtes ozeanisches Klima, das sich durch folgende Parameter auszeichnet:
| Klimaparameter im Zeitraum 1971–2000 - Jahresmittel: 12,1 °C - Anzahl der Tage unter −5 °C: 1,8 - Anzahl der Tage oberhalb 30 °C: 6,8 - Maximum im Tages-Temperaturunterschied: 15,1 °C - Jahresniederschlag: 985 mm - Niederschlagstage im Januar: 12,9 - Niederschlagstage im Juli: 7,3 |

Durch den Klimawandel zeichnen sich Erhöhungen im Jahresmittel ab, die sich bereits auch bemerkbar machen. So ist beispielsweise an der 65 Kilometer entfernten Wetterstation am Flughafen von Limoges-Bellegarde das langjährige Jahresmittel von 11,2 °C für 1971–2000 über 11,4 °C für 1981–2010 auf 11,8 °C für 1991–2020 angestiegen – ein Zuwachs um 0,6 °C innerhalb von 20 Jahren.

## Hydrographie

Hydrographische Karte von Saint-Pancrace

In unmittelbarer Nähe des Ortskerns entspringt ein kleiner rechter Seitenarm der Dronne, der nach Osten in Richtung Quinsac abfließt. Darüber hinaus besitzt die Gemeinde keinen weiteren Fließgewässer.
Der Seitenarm bildet Teil des Flusssystems Isle-Dronne.
Die Gesamtlänge des Entwässerungsnetzes in der Gemeinde beträgt 1 Kilometer.

## Geologie

Geologische Karte von Saint-Pancrace

Die Gemeinde Saint-Pancrace liegt vollständig auf flach liegenden (maximaler Einfallswinkel 10° nach Süden) Sedimenten des nördlichen Aquitanischen Beckens.
Die älteste anstehende Formation ist das Obere Angoumien mit Rudistenkalken, zu sehen an der Ostgrenze beiderseits des Nebenflusses der Dronne (Formation c3c). Darüber folgen harte Fossilkalke des Coniaciums (Formation c4). Sie unterlagern den Ortskern von Saint-Pancrace und finden sich ferner bei Le Bouquet und La Vigerie im Südosten. In der südlichen Exklave stehen auch noch Untersanton bei Vilotte (Formation c5a) und Obersanton (Formation c5b-c) bei Grand Lac an. Das Untersanton besteht aus grauen, plattigen glaukonithaltigen Kalken, das Obersanton nimmt Mergelcharakter an und führt Austernschill. Stratigraphisch höchstes Schichtglied ist das Untercampan (Formation c6a), das gerade noch westlich von Charteau anstehend ist.
Die Höhenlagen im Gemeindegebiet werden weitestgehend von Kolluvium maskiert, in topographisch höchster Position finden sich aber die Konglomerate und Schotter eines fossilen Flusssystems aus dem Eozän oder  Unteren Oligozän (Konglomerat von Saint-Crépin-de-Richemont – Formation HF). Letztere wurden aus dem Massif Central heraus in Südwestrichtung geschüttet und säumen jetzt die Westgrenze des Gemeindegebietes. Das Kolluvium besteht einerseits aus im Pleistozän umgelagerten Schottern, die direkt aus dem alttertiären Flusssystem hervorgegangen sind (Formation ACF im Süden) oder aus pleistozänen Aufarbeitungs- und Umlagerungsprodukten der unterliegenden Oberkreidekalke (Formation AC im Norden). Bei La Grange und südlich des Ortskerns ist außerdem noch ein kleiner Rest eventuell bis ins Pliozän zurückreichender alluvialer Schotter erhalten (Formation FS).
Eine tektonische Besonderheit ist eine kleine, Ostsüdost-streichende Verwerfung bei Charteau. Entlang ihres Verlaufs wurde der Südabschnitt leicht angehoben. Die Verwerfung ist ein nördlicher Ast der Mareuil-Störung, die mit der Mareuil-Antiklinale im Zusammenhang steht.

## Bevölkerungsentwicklung
| Jahr | Einwohner |  |
| 1962 | 142       |  |
| 1968 | 150       |  |
| 1975 | 155       |  |
| 1982 | 144       |  |
| 1990 | 129       |  |
| 1999 | 120       |  |
| 2005 | 150       |  |
| 2006 | 159       |  |
| 2010 | 153       |  |
| 2015 | 177       |  |
| 2016 | 182       |  |
| 2019 | 168       |  |

Quelle: INSEE
Die Bevölkerung in Saint-Pancrace erreichte ihren Tiefstand 1999. Danach erfolgte ein Aufschwung (unter einer Schwankung), der bis 2016 andauerte. Neuerdings ist die Entwicklung wieder rückschreitend.

## Bürgermeister
Bürgermeister in Saint-Pancrace ist seit Juni 1995 der parteilose Unternehmer Jeam-Jacques Martinot, der im Mai 2020 wiedergewählt wurde.

## Präsidentschaftswahlen 2022
| Kandidaten                       | Kandidaten            | Parteien                      | Parteien            | 1. Wahlgang | 1. Wahlgang | 2. Wahlgang | 2. Wahlgang |
| Kandidaten                       | Kandidaten            | Parteien                      | Parteien            | Stimmen     | %           | Stimmen     | %           |
| -------------------------------- | --------------------- | ----------------------------- | ------------------- | ----------- | ----------- | ----------- | ----------- |
|                                  | Emmanuel Macron       | En marche !                   | EM                  | 28          | 24,35 %     | 51          | 50,00 %     |
|                                  | Marine Le Pen         | Front national                | FN                  | 29          | 25,22 %     | 51          | 50,00 %     |
|                                  | Jean-Luc Mélenchon    | Front de gauche               | FDG                 | 26          | 22,61 %     |             |             |
|                                  | Éric Zemmour          | Reconquête                    |                     | 0           | 0,00 %      |             |             |
|                                  | Valérie Pécresse      | Les Républicains              | LR                  | 7           | 6,08 %      |             |             |
|                                  | Jean Lassalle         | Résistons !                   | R                   | 15          | 13,04 %     |             |             |
|                                  | Anne Hidalgo          | Parti socialiste              | PS                  | 2           | 1,74 %      |             |             |
|                                  | Fabien Roussel        | Parti communiste français     | PC                  | 2           | 1,74 %      |             |             |
|                                  | Nicolas Dupont-Aignan | Debout la République          | DLR                 | 0           | 0,00 %      |             |             |
|                                  | Yannick Jadot         | Europe Écologie-Les Verts     | EELV                | 5           | 4,35 %      |             |             |
|                                  | Nathalie Arthaud      | Lutte Ouvrière                | LO                  | 0           | 0,00 %      |             |             |
|                                  | Philippe Poutou       | Nouveau Parti anticapitaliste | NPA                 | 1           | 0,87 %      |             |             |
|                                  |                       |                               |                     |             |             |             |             |
| Gesamt                           | Gesamt                | Gesamt                        | Gesamt              | 115         | 100 %       | 102         | 100 %       |
|                                  |                       |                               |                     |             |             |             |             |
| Gültige Stimmen                  | Gültige Stimmen       | Gültige Stimmen               | Gültige Stimmen     | 115         | 97,46 %     | 102         | 89,47 %     |
| Ungültige Stimmen                | Ungültige Stimmen     | Ungültige Stimmen             | Ungültige Stimmen   | 3           | 2,54 %      | 12          | 10,53 %     |
| Wahlbeteiligung                  | Wahlbeteiligung       | Wahlbeteiligung               | Wahlbeteiligung     | 118         | 90,77 %     | 114         | 87,69 %     |
| Enthaltungen                     | Enthaltungen          | Enthaltungen                  | Enthaltungen        | 12          | 9,23 %      | 16          | 12,31 %     |
| Registrierte Wähler              | Registrierte Wähler   | Registrierte Wähler           | Registrierte Wähler | 130         |             | 130         |             |
|                                  |                       |                               |                     |             |             |             |             |
| Quelle: Ministère de l'Intérieur |                       |                               |                     |             |             |             |             |

Die Präsidentschaftswahlen 2022 in Saint-Pancrace gingen zwischen Marine Le Pen und Emmanuel Macron mit einem Patt aus.

## Wirtschaft

### Beschäftigung
Im Jahr 2015 betrug die erwerbsfähige Bevölkerung zwischen 15 und 64 Jahren 81 Personen bzw. 45,8 % der Gesamtbevölkerung. Die Zahl der arbeitslos Gemeldeten hat von 7 im Jahr 2010 auf 12 im Jahr 2015 zugenommen – dies entspricht einer Arbeitslosenrate von 14,8 %.

### Unternehmen
Am 31. Dezember 2015 waren 17 Unternehmen in Saint-Pancrace ansässig, davon 10 im Sektor Handel, Transport oder Dienstleistungen, 4 in Landwirtschaft, Forsten und Fischerei, 2 im Sektor Verwaltung, Bildung, Gesundheit oder Soziales und 1 im Baugewerbe.

## Sehenswürdigkeiten
- Ältestes Bauwerk in Saint-Pancrace ist die mittelalterliche Kirche Saint-Pancrace.

## Photogalerie

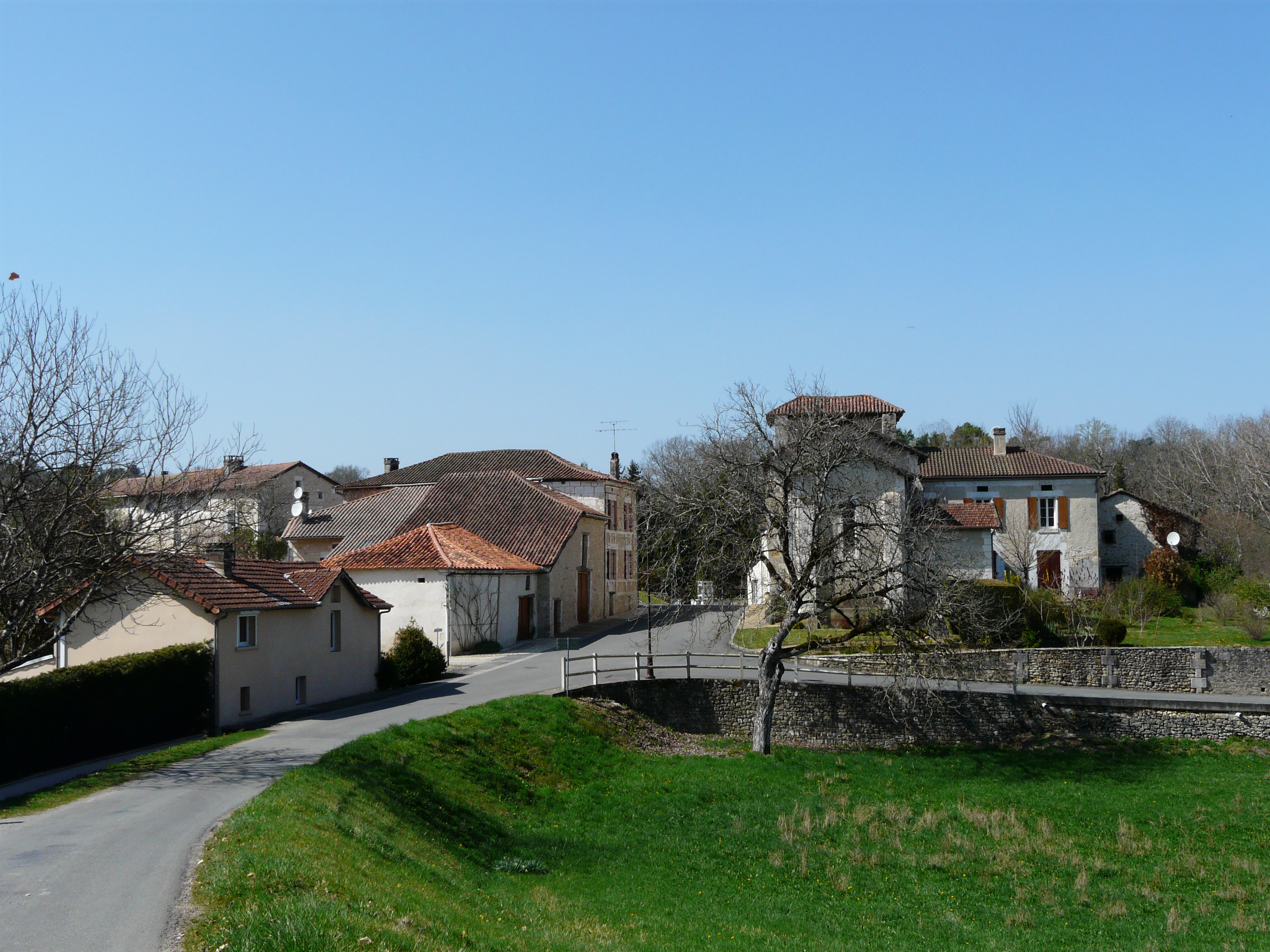
Ortskern von Osten
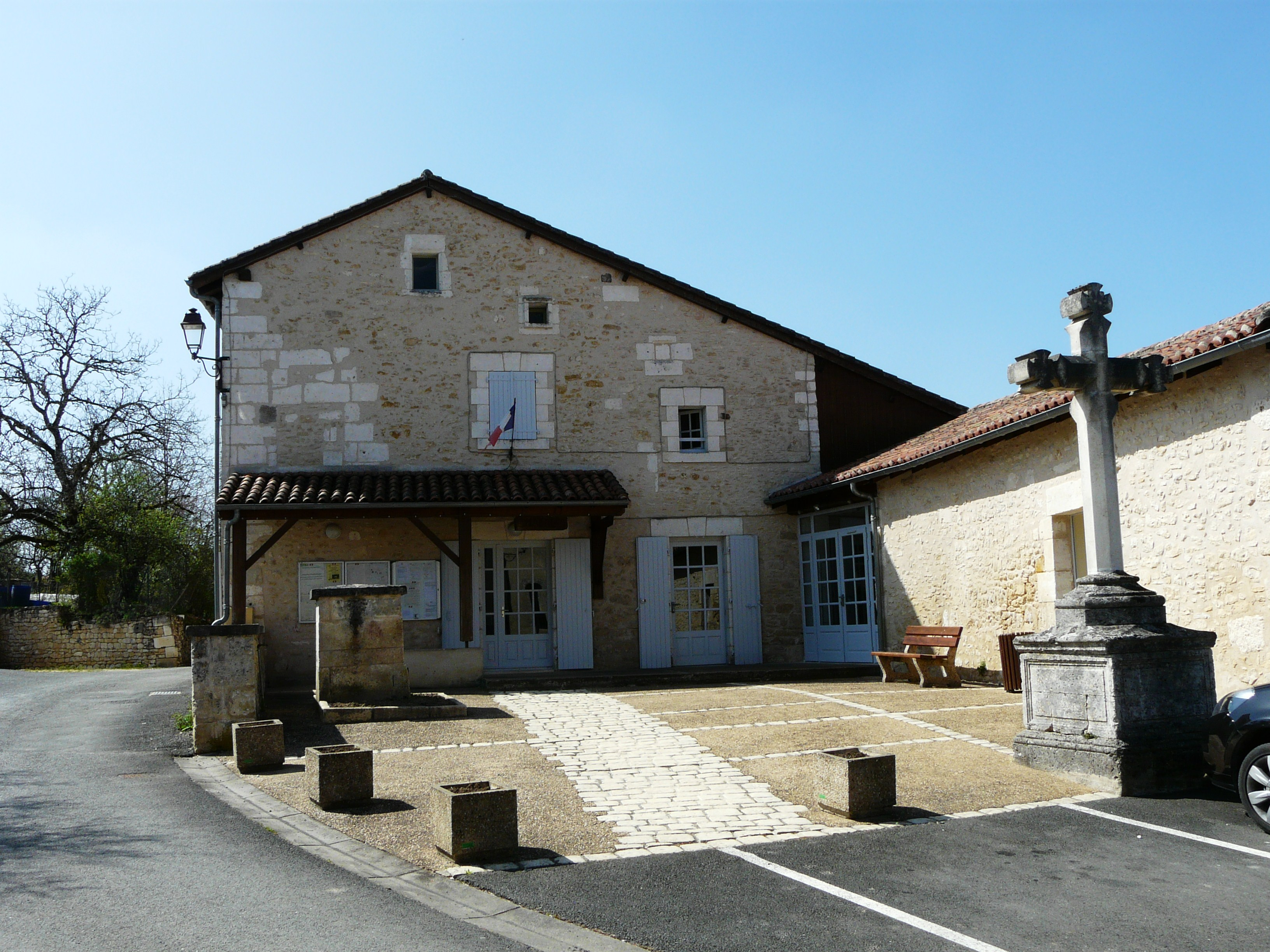
Rathaus mit Steinkreuz
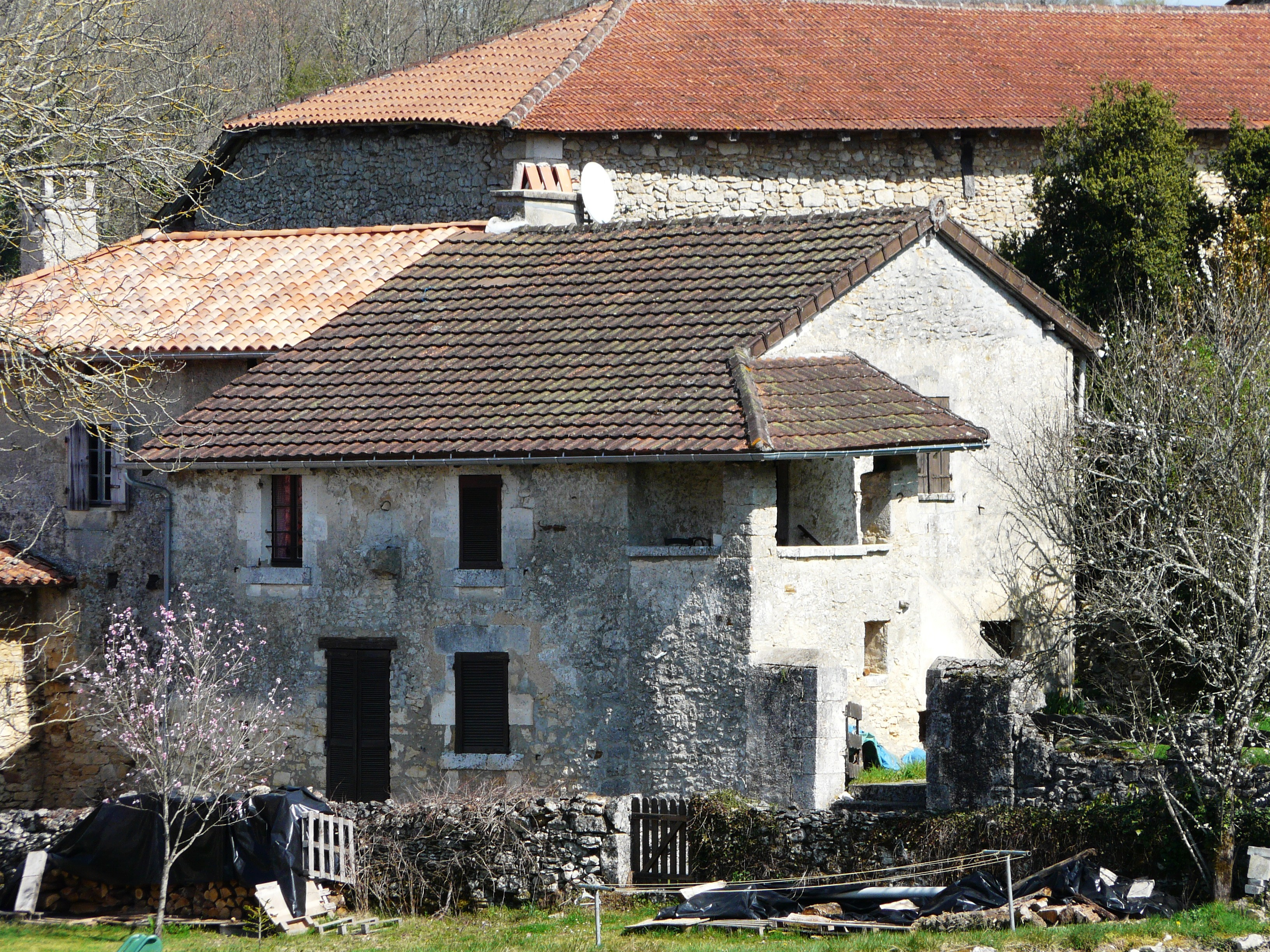
Alte Häuser im Ortskern
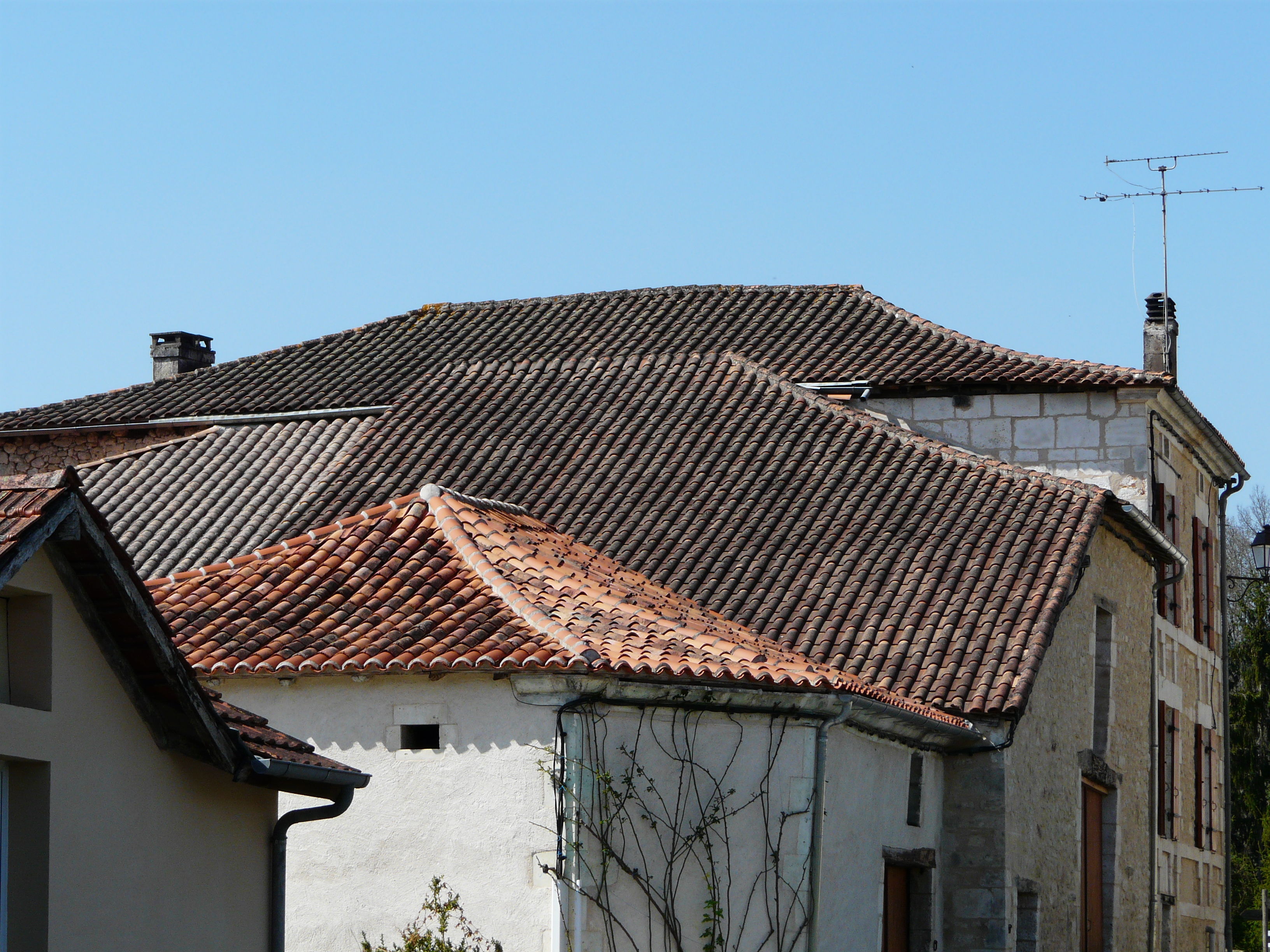
Dächerlandschaft
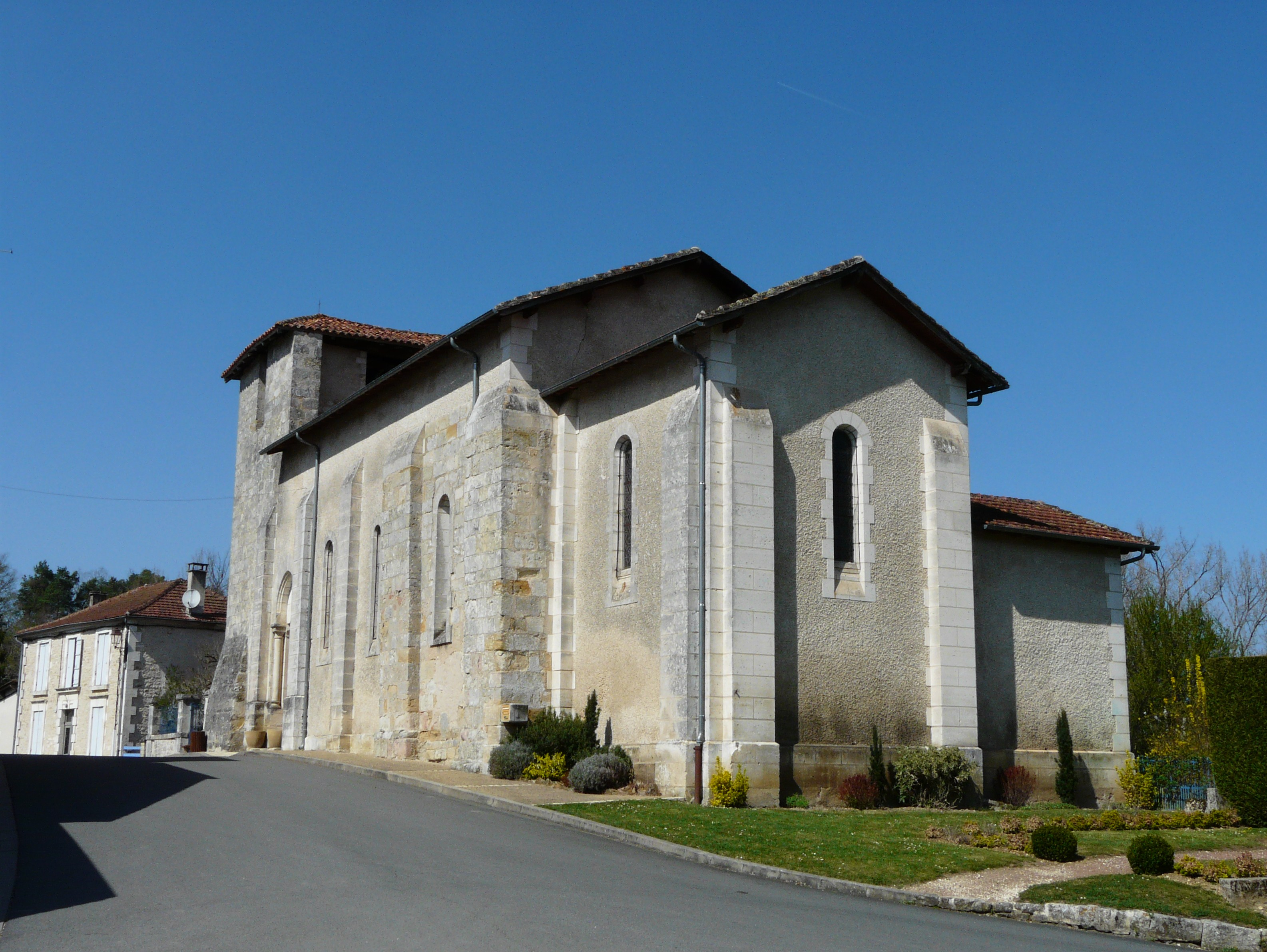
Die Ortskirche Saint-Pancrace von Osten
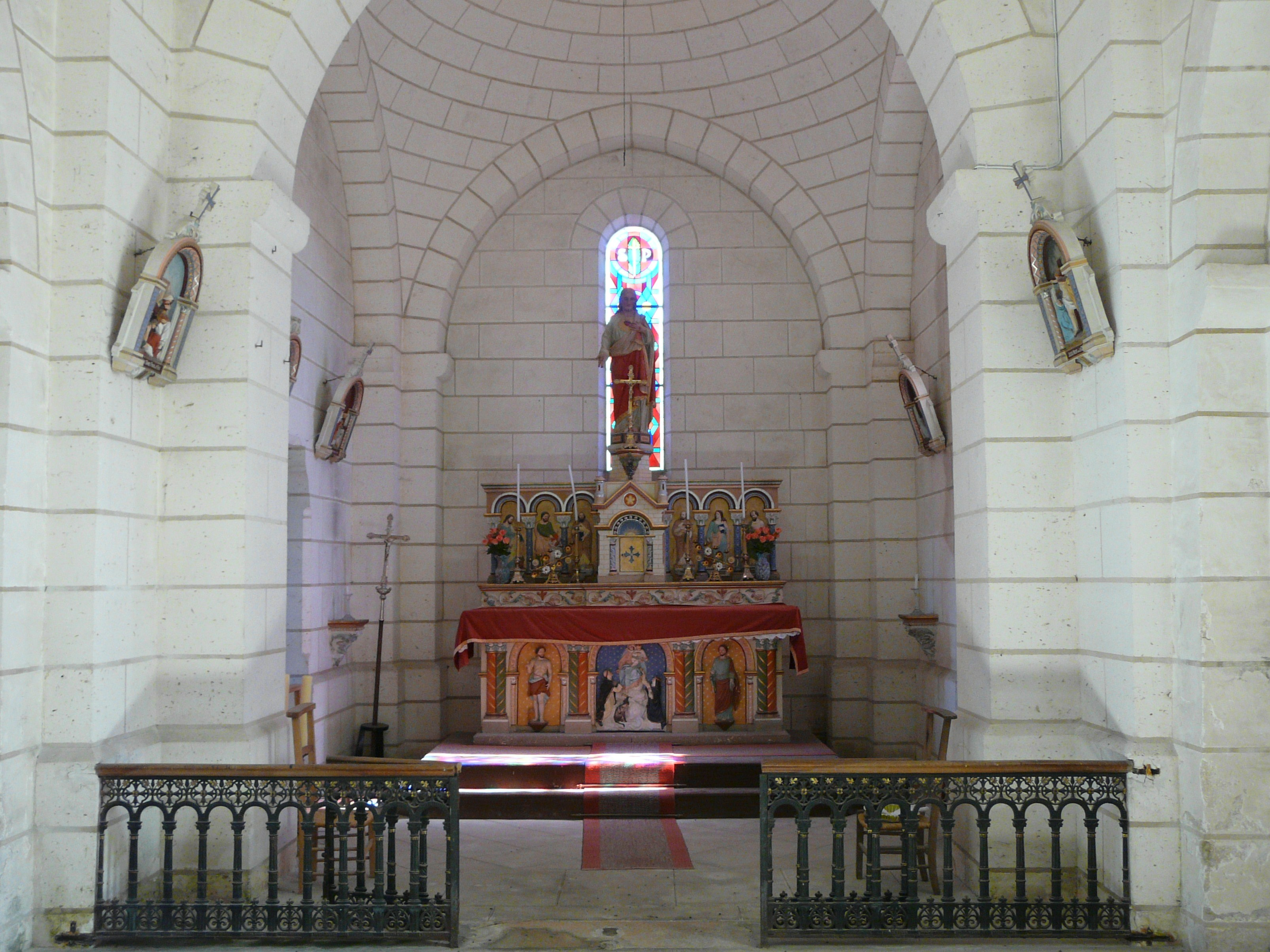
Chor von Saint-Pancrace